# Ireland Act 1949
Lire en ligne

Version originale
Version révisée

L'Ireland Act de 1949 est une loi votée par le Parlement du Royaume-Uni adoptée dans le but de prendre en compte les conséquences de la proclamation de la république en Irlande par le Republic of Ireland Act.

## Nom
Le nom officiel de la loi est : « An Act to recognise and declare the constitutional position as to the part of Ireland heretofore known as Eire, and to make provision as to the name by which it may be known and the manner in which the law is to apply in relation to it; to declare and affirm the constitutional position and the territorial integrity of Northern Ireland and to amend, as respects the Parliament of the United Kingdom, the law relating to the qualifications of electors in constituencies in Northern Ireland; and for purposes connected with the matters aforesaid. », que l'on pourrait traduire par : « Une loi pour reconnaître et préciser la position constitutionnelle concernant la partie de l'Irlande jusqu'ici connue comme Éire, et pour prendre des mesures quant au nom par lequel elle devrait être connue et la manière dont la loi doit s'appliquer à ce sujet; pour déclarer et affirmer la position constitutionnelle et l'intégrité territoriale de l'Irlande du Nord et pour amender, en ce qui concerne le Parlement du Royaume-Uni, la loi relative aux qualifications des électeurs dans les circonscriptions d'Irlande du Nord; et à des fins liées aux affaires susnommées. ».
La loi est désignée par le titre court de « Ireland Act 1949 »

## Histoire

### Contexte
À la suite de l'échec du projet de Home Rule, visant à accorder une autonomie à une Irlande devenue territoire du Royaume-Uni de Grande-Bretagne et d'Irlande par l'Acte d'Union de 1800, les leaders indépendantistes déclarent l'indépendance de l'Irlande[réf. nécessaire] lors de l'insurrection de Pâques 1916. Ce soulèvement est écrasé par le gouvernement britannique mais celui-ci, dirigé par le Premier ministre David Lloyd George, décide en 1920 d'accéder aux demandes d'autonomie des Irlandais et met en place le Government of Ireland Act qui organise la partition de l'Irlande entre l'Irlande du Nord, qui regroupe 6 des 9 comtés de l'Ulster, et l'Irlande du Sud, qui regroupe les 26 autres comtés.[réf. nécessaire] Le traité anglo-irlandais signé à Londres le 6 décembre 1921 entre en vigueur le 6 décembre 1922[réf. nécessaire] et crée l'État libre d'Irlande, un dominion membre du Commonwealth amputé dès le lendemain de sa création[réf. nécessaire] de l'Irlande du Nord qui reste rattachée au Royaume-Uni.
En 1937, l'État libre adopte une nouvelle Constitution qui crée un nouvel État républicain[réf. nécessaire] appelé simplement « Irlande » qui paradoxalement ne se déclare pas République et reste membre du Commonwealth[réf. nécessaire]. En 1948, le Republic of Ireland Act fait officiellement de l'Irlande une république qui quitte le Commonwealth. Ceci oblige le Royaume-Uni à reconsidérer ses relations avec l'État irlandais.

### Amendements
Plusieurs textes ont apporté des modifications à la loi :
- Le Representation of the People Act 1949
- Le Diplomatic Privileges Act 1964
- Le Northern Ireland Constitution Act 1973
- Le British Nationality Act 1981

## Statut
Selon un amendement du British Nationality Act 1981, l'acte s'applique aussi bien au Royaume-Uni de Grande-Bretagne et d'Irlande du Nord qu'aux dépendances de la Couronne, à savoir l'île de Man et les bailliages de Jersey et Guernesey.

## Contenu
Au moment de son adoption, l'acte comporte 7 sections :
1. Constitutional provisions. (Dispositions constitutionnelles.)
2. Republic of Ireland not a foreign country. (La république d'Irlande n'est pas un pays étranger.)
3. Other provisions as to operation of United Kingdom and colonial laws in relation to Republic of Ireland. (Autres dispositions concernant l'application des lois britanniques et coloniales en ce qui concerne la république d'Irlande.)
4. Transitional provisions as to references in Acts, etc. (Dispositions transitoires concernant les références aux lois, etc.)
5. Provisions as to operation of British Nationality Act, 1948. (Dispositions concernant l'application du British Nationality Act, 1948.)
6. Residence Qualification for electors in constituencies in Northern Ireland. (Restrictions résidentielles pour les électeurs des circonscriptions d'Irlande du Nord.)
7. Short title, interpretation and commencement (Titre court, interprétation et entrée en vigueur)

À la suite des différents amendements, les sections 5 et 6 ont été supprimées et certaines dispositions modifiées ou retirées.